# Hell in a Handbasket
Hell in a Handbasket je dvanácté studiové album Meat Loafa, vydané v roce 2011 u Sony Records. Album produkovali Rob Cavallo, Paul Crook a Lil Jon.

## Seznam skladeb
| Pořadí | Název                                                                             | Autor                                            | Délka |
| ------ | --------------------------------------------------------------------------------- | ------------------------------------------------ | ----- |
| 1.     | All of Me                                                                         | Dave Berg                                        | 5:17  |
| 2.     | Fall from Grace                                                                   | Gregory Becker, Bobby Huff, Bleu McAuley         | 3:46  |
| 3.     | The Giving Tree                                                                   | Evan Watson                                      | 4:54  |
| 4.     | Mad Mad World“ / „The Good God is a Woman and She Don't Like Ugly (feat. Chuck D) | Tom Cochrane, Paul Crook, Carlton Ridenhour      | 4:05  |
| 5.     | Party of One                                                                      | Dave Kushner, Franky Perez                       | 3:59  |
| 6.     | Live or Die                                                                       | Gregory Becker, Tommy Henriksen, John Paul White | 4:27  |
| 7.     | California Dreamin' (feat. Patti Russo)                                           | John Phillips, Michelle Phillips                 | 4:05  |
| 8.     | Another Day                                                                       | Wade Bowen, Sean McConnell                       | 5:03  |
| 9.     | 40 Days                                                                           | Bill Luther, Justin Weaver                       | 5:23  |
| 10.    | Our Love and Our Souls (feat. Patti Russo)                                        | Sean McConnell                                   | 4:00  |
| 11.    | Stand in the Storm (feat. Lil Jon, John Rich a Mark McGrath)                      | Barry Dean, J. Smith, Troy Verges                | 4:37  |
| 12.    | Blue Sky                                                                          | Sean McConnell                                   | 2:57  |

## Sestava
- Meat Loaf – zpěv
- Paul Crook – kytara, klávesy, syntezátor
- Randy Flowers – kytara, doprovodný zpěv
- Danny Miranda – baskytara, kontrabas
- Justin Avery – piáno, varhany, klávesy, syntezátor, doprovodný zpěv
- Dave Luther – saxofon, doprovodný zpěv
- John Miceli – bicí, perkuse
- Patti Russo – zpěv, doprovodný zpěv
- Jamie Muhoberac – klávesy, syntezátor
- Ginny Luke – housle
- Caitlin Evanson – housle
- Glen Duncan – mandolína
- Bruce Bowden – pedálová steel kytara
- Jerry Flowers – doprovodný zpěv
- Chuck D – rap
- Mark McGrath – zpěv
- John Rich – zpěv
- Lil Jon – rap